# Астрагал данський
Астрага́л да́нський, астрага́л да́тський (Astragalus danicus Retz.) — рослина роду астрагал родини бобових.

## Морфологія

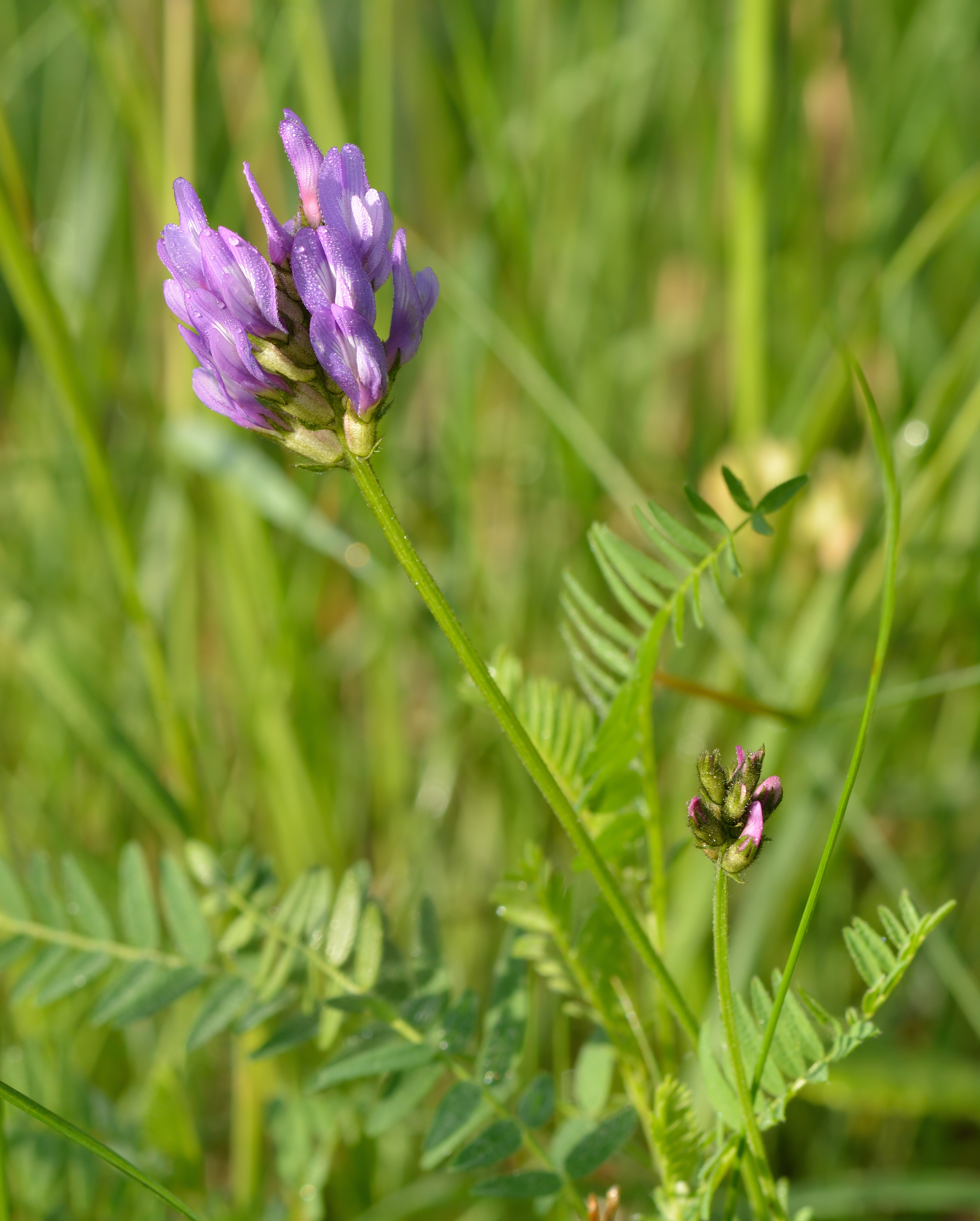

Багаторічна трав'яна рослина, сірувато-зелена, запушена чорними і білими волосками. Стебла висотою 10-40 см, висхідні або розпростерті, розгалужені. Листя сидячі, непарноперисті, складаються з 13-25 видовжено-ланцетних або довгасто-овальних тупих листочків. Квітконоси довші за листя; квіткові кисті головчасті. Квітки майже сидячі; чашечка пухнаста від чорнуватих волосків, віночок фіолетовий. Плід — еліптичний або яйцюватий біб, червонувато-волохатий, 2-гніздий. Насіння округло-брунькоподібне, червонувато-коричневе. Цвіте у червні — липні. Плоди дозрівають в липні — серпні.

## Екологія
Росте на степових ділянках, схилах, сухих луках, лісових галявинах.

## Поширення
- Азія
  - Китай: Автономний район Внутрішня Монголія
  - Монголія
  - Середня Азія: Казахстан
  - Далекий Схід Росії
  - Сибір: Східний Сибір; Західний Сибір
- Європа
  - Східна Європа: Білорусь; Естонія; Латвія; Литва; Росія — європейська частина; Україна
  - Середня Європа: Австрія; Чехословаччина; Німеччина; Польща
  - Північна Європа: Данія; Ірландія; Швеція; Об'єднане Королівство
  - Південно-Східна Європа: Італія
  - Південно-Західна Європа: Франція

Європейсько-сибірський вид. В Україні зустрічається в лівобережних степових районах.

## Хімічний склад
Рослина містить флавоноїди, сліди алкалоїдів, аскорбінову кислоту.

## Застосування у народній медицині
У народній медицині використовується трава, корінь і насіння. В листках і стеблах містяться алкалоїди, а також аскорбінова кислота.

## Застосування
Водний настій надземної частини застосовували в народній медицині як тонізувальний засіб. Перспективна пасовищна рослина, дає хорошу отаву.